# 대한민국과 조선민주주의인민공화국의 해상 충돌
대한민국과 조선민주주의인민공화국의 해상 충돌은 한국 전쟁의 휴전 이후인 1960년대부터 현재까지 이르는 대한민국과 조선민주주의인민공화국 간의 해상에서의 충돌을 말하며, 특히 서해 상에서 벌어진 전투를 통틀어 서해교전이라고 한다.

## 해상 충돌 목록
- 56함 피격침몰사건 (1967년)
- 대한민국 해군 방송선 피랍 사건 (1970년)
- 대한민국 해경 경비정 제863호 침몰 사건 (1974년)
- 남해군 무장공비 간첩선 침투 사건 (1980년)
- 다대포 무장간첩 침투 사건 (1983년)
- 여수 반잠수정 침투 사건 (1998년)
- 제1연평해전 (1999년)
- 제2연평해전 (2002년)
- 대청해전 (2009년)
- 천안함 침몰 사건 (2010년)